# Rudy Galindo
Val Joe "Rudy" Galindo (San José, Califórnia, 7 de setembro de 1969) é um ex-patinador artístico americano, que competiu no individual masculino e nas duplas com Kristi Yamaguchi. Ele foi medalhista de bronze no Campeonato Mundial de 1996 e no Campeonato dos Quatro Continentes de 2001, medalhista de ouro  do campeonato nacional americano em 1995 no individual masculino e bicampeão nacional com Kristi Yamaguchi em 1989 e 1990.

## Principais resultados
| Resultados                                                                           | Resultados      | Resultados    | Resultados    | Resultados        | Resultados        | Resultados      | Resultados      | Resultados    | Resultados    | Resultados       | Resultados    | Resultados      | Resultados        | Resultados      |
| Internacional                                                                        | Internacional   | Internacional | Internacional | Internacional     | Internacional     | Internacional   | Internacional   | Internacional | Internacional | Internacional    | Internacional | Internacional   | Internacional     | Internacional   |
| Evento/Temporada                                                                     | 1981– 1982      | 1982– 1983    | 1983– 1984    | 1984– 1985        | 1985– 1986        | 1986– 1987      | 1987– 1988      |               | 1990– 1991    | 1991– 1992       | 1992– 1993    | 1993– 1994      | 1994– 1995        | 1995– 1996      |
| ------------------------------------------------------------------------------------ | --------------- | ------------- | ------------- | ----------------- | ----------------- | --------------- | --------------- | ------------- | ------------- | ---------------- | ------------- | --------------- | ----------------- | --------------- |
| Campeonato Mundial                                                                   |                 |               |               |                   |                   |                 |                 |               |               |                  |               |                 | Medalha de bronze |                 |
| Nations Cup                                                                          |                 |               |               |                   |                   |                 |                 |               |               |                  | 4.º           |                 |                   |                 |
| Prague Skate                                                                         |                 |               |               |                   |                   |                 |                 |               |               | Medalha de prata |               |                 |                   |                 |
| Vienna Cup                                                                           |                 |               |               |                   |                   |                 | Medalha de ouro |               |               |                  |               | Medalha de ouro |                   |                 |
| Internacional – Júnior                                                               |                 |               |               |                   |                   |                 |                 |               |               |                  |               |                 |                   |                 |
| Campeonato Mundial Júnior                                                            |                 |               |               | Medalha de bronze | Medalha de prata  | Medalha de ouro |                 |               |               |                  |               |                 |                   |                 |
| Blue Swords                                                                          |                 |               |               |                   | Medalha de prata  |                 |                 |               |               |                  |               |                 |                   |                 |
| Grand Prize SNP                                                                      |                 |               |               | Medalha de ouro   |                   |                 |                 |               |               |                  |               |                 |                   |                 |
| Nacional                                                                             |                 |               |               |                   |                   |                 |                 |               |               |                  |               |                 |                   |                 |
| Campeonato dos Estados Unidos                                                        |                 |               |               |                   |                   | 8.º             | 10.º            |               | 11.º          | 8.º              | 5.º           | 7.º             | 8.º               | Medalha de ouro |
| Camp. dos Estados Unidos – Júnior                                                    |                 |               | 5.º           | Medalha de bronze | Medalha de bronze |                 |                 |               |               |                  |               |                 |                   |                 |
| Camp. dos Estados Unidos – Noviço                                                    | Medalha de ouro |               |               |                   |                   |                 |                 |               |               |                  |               |                 |                   |                 |
|                                                                                      |                 |               |               |                   |                   |                 |                 |               |               |                  |               |                 |                   |                 |
| Legenda: Competição não foi disputada nesta temporada; Competição fez parte do GP/CS |                 |               |               |                   |                   |                 |                 |               |               |                  |               |                 |                   |                 |

### Duplas com Kristi Yamaguchi
| Resultados                                            | Resultados    | Resultados      | Resultados        | Resultados      | Resultados        | Resultados       |
| Internacional                                         | Internacional | Internacional   | Internacional     | Internacional   | Internacional     | Internacional    |
| Evento/Temporada                                      | 1984– 1985    | 1985– 1986      | 1986– 1987        | 1987– 1988      | 1988– 1989        | 1989– 1990       |
| ----------------------------------------------------- | ------------- | --------------- | ----------------- | --------------- | ----------------- | ---------------- |
| Campeonato Mundial                                    |               |                 |                   |                 | 5.º               | 5.º              |
| NHK Trophy                                            |               |                 |                   |                 | Medalha de bronze | 4.º              |
| Skate America                                         |               |                 | 5.º               |                 |                   | Medalha de prata |
| Skate Electric                                        |               |                 |                   |                 | Medalha de ouro   |                  |
| Internacional – Júnior                                |               |                 |                   |                 |                   |                  |
| Campeonato Mundial Júnior                             |               | 5.º             | Medalha de bronze | Medalha de ouro |                   |                  |
| Nacional                                              |               |                 |                   |                 |                   |                  |
| Campeonato dos Estados Unidos                         |               |                 | 5.º               | 5.º             | Medalha de ouro   | Medalha de ouro  |
| Camp. dos Estados Unidos – Júnior                     | 5.º           | Medalha de ouro |                   |                 |                   |                  |
|                                                       |               |                 |                   |                 |                   |                  |
| Legenda: Competição não foi disputada nesta temporada |               |                 |                   |                 |                   |                  |